# Качківська сільська рада
| Качківська сільська рада — колишній орган місцевого самоврядування у Ямпільському районі Вінницької області з адміністративним центром у с. Качківка. Сільській раді були підпорядковані населені пункти: - с. Качківка |

## Склад ради
Рада складалася з 18 депутатів та голови.

## Керівний склад сільської ради
| ПІБ                       | Основні відомості                                                 | Дата обрання | Дата звільнення |
| ------------------------- | ----------------------------------------------------------------- | ------------ | --------------- |
| Пасарар Михайло Семенович | Сільський голова, 1952 року народження, освіта                    | 26.03.2006   | 31.10.2010      |
| Пасарар Михайло Семенович | Сільський голова, 1952 року народження, освіта вища, безпартійний | 31.10.2010   |                 |

Примітка: таблиця складена за даними джерела

## Населення
Згідно з переписом УРСР 1989 року чисельність наявного населення сільської ради становила 2172 особи, з яких 922 чоловіки та 1250 жінок.
За переписом населення України 2001 року в сільській раді мешкали 1964 особи.

### Мова
Розподіл населення за рідною мовою за даними перепису 2001 року:
| Мова       | Відсоток |
| ---------- | -------- |
| українська | 98,78 %  |
| російська  | 1,01 %   |
| білоруська | 0,05 %   |
| молдовська | 0,05 %   |